# Paola Mendoza
Paola Mendoza es una actriz, guionista, directora y productora de cine colombiana, nacida en la ciudad de Bogotá.

## Biografía

### Inicios
Mendoza nació en Bogotá pero se trasladó a los Estados Unidos con su familia cuando todavía era una niña. Allí estudió actuación en la Universidad de California en Los Ángeles. Más tarde se mudó a Nueva York, donde obtuvo una maestría en actuación y dirección de teatro.

### Carrera en el cine
Su primera película fue el largometraje On the Outs, la cual coescribió y protagonizó. La cinta fue estrenada en el Festival Internacional de Cine de Toronto en 2004, ganando varios galardones en importantes eventos a nivel internacional. En 2006 dirigió el documental Autumn's Eyes, estrenado en el Festival South by South West. El mismo año realizó otro documental, Still Standing, en este caso en formato de cortometraje.
En 2007 protagonizó la película colombomexicana Padre Nuestro, la cual ganó el premio del jurado en el Festival de Cine de Sundance. Un año después dirigió, protagonizó y escribió el largometraje Entre nos (2008), estrenado en el Festival de Cine de Tribeca en Nueva York.
A finales de la década de 2009 realizó una aparición en la serie de televisión Law & Order: Special Victims Unit, interpretando el papel de Terri Banes. Dos años más tarde interpretó un pequeño papel en la serie Futurestates como Helen Guidry. En 2016 retornó al cine colombiano interpretando el papel principal de Andrea Gaviria en la película de Felipe Echavarría El empantanado.

## Filmografía

### Como actriz
- 2016 - El empantanado
- 2011 - Futurestates
- 2009 - Law & Order: Special Victims Unit
- 2009 - The Undying
- 2009 - Entre nos
- 2008 - The Tree (Corto)
- 2007 - One Night
- 2007 - Goodbye Baby
- 2007 - Padre Nuestro
- 2004 - On the Outs
- 2003 - Pasaporte rojo
- 2003 - Gabriel y Gato (Corto)

### Como directora
- 2014 - Broken Tail Light (Corto)
- 2012 - Half of Her (Corto)
- 2010 - La toma (Corto)
- 2009 - Entre nos
- 2006 - Still Standing (Corto)
- 2006 - Autumn's Eyes